# 法蘭茲·馮·蘇佩
法蘭茲·馮·蘇佩（德語：Franz von Suppé，1819年4月18日—1895年5月21日），又名范切斯科·蘇佩·德梅利（義大利語：Francesco Suppé Demelli），奧地利浪漫主義時期作曲家、指挥家，出生在今日的克羅地亞，主要创作轻歌剧。

## 姓名
范切斯科·以西結·以門耐圭度·蘇佩·德梅利爵士 (義大利語：Francesco Ezechiele Ermenegildo Cavaliere Suppé Demelli)出生於1819年的奧地利帝國轄下达尔马提亚王国的斯普利特。他是一個比利時家族的後代，他的祖先可能自在18世紀遷到當地。 蘇佩的父親和祖父都是帝國公務員，而母親則是道地的維也納人。 而意大利作曲家多尼采蒂也是蘇佩的远亲，而他到維也納發展時將自己名字簡化和德國化，變成了「法蘭茲·馮·蘇佩」，而在德文圈以外的曲目單也偶然沿用其義大利文名，「范切斯科·蘇佩·德梅利」。

## 作品節選
蘇佩在維也納河畔劇院任職期間，適逢輕歌劇風行於當地，他也創作了不少這類型的作品。代表作有轻歌剧《轻骑兵》以及《诗人与农夫》。大部分轻歌剧作品到今天只有其序曲被经常演出。

## 外部連結
- 法蘭茲·馮·蘇佩的免费乐谱，由国际乐谱典藏计划提供